# 明治维新
明治維新（日语：／ Meiji Ishin ?）是指日本在19世紀後期、幕末至明治時代初期間推行的一系列近代化改革。江户时代末期（幕末），日本在西方列強堅船利炮的衝擊之下，由一群知識份子組成「薩長土肥」藩士成立的新政權在戊辰戰爭中消滅德川幕府和反抗者，推行版籍奉還，結束日本長達六百多年的武家政權及封建制度，以藩閥和資本家取代武士階級的統治。
日本在明治維新中通过推行“王政复古”以达到天皇亲政和議會政治（合議），建立三權分立的新式政府，並制定首部憲法。經濟上推動了財政統一，穩定幕府後期嚴重負債的國家財政；並推行殖产兴业，掌握新式技术，實現国家工业化，生產力大幅提升。教育也進行了大規模改革，價值觀的西化也為日後的政治和經濟變化埋下遠因。在外交上日本被西方認可為列強，成功廢除了與外國签订的不平等條約，繼續江戶時代以來對蝦夷地的開發、並將蝦夷地更名為北海道正式納入版圖；往南則吞併琉球，並積極實現日韓合併，乃至於日後拓展海外殖民地等，日本出現了「脫亞入歐」的風氣，都源於此使國力大幅膨脹的變革，是日本近代史上的重要轉捩點。而在文化上，明治維新推行全盤西化，在普及西方主流文化的同時，對傳統文化的打擊亦非常嚴重。從廢城令，廢除舊曆改採西式新曆，以至到神佛分离等，一系列的政策從根本上改變了日本社會並影響至今。日本的明治維新十分有意义，因为它是当时亚洲众多推行改革的国家之中，少數甚至可以說唯一成功改革的国家之一。
“明治”來自於睦仁天皇取《易經》中的「聖人南面而聽天下，嚮明而治」為年號「明治」。“維新”是來自《詩經》（《詩·大雅·文王》）的“周雖舊邦，其命維新”。

## 維新分期的定義
關於「明治維新」的開始與結束有多種說法。

### 開端
目前對於維新運動開端的主要主張，有幾種說法，其中以開國期的說法最被廣為認同：以美國黑船叩國門（1853年）或簽訂《安政條約》（1858年）作為開端，認為這些外來的壓力加劇了國內的緊張關係，這促使變革的想法出現，最後推動維新運動誕生。

### 結束
明治維新終結的時間則有多種說法，其背後的立場也不盡相同，有的著重在政府體系的改變，有的則著重在經濟因素或生產關係的矛盾：
- 1871年：主張完成廢藩置縣代表幕藩體制至此完全終結，新政府下的統一國家正式確立。
- 1873年：主張明治六年政變結束明治初年一連串改革法令的推行和新政府內部的衝突，確立大久保利通政權的官僚獨裁政府形態。
- 1877年：認為西南戰爭結束代表士族叛亂終結，進入自由民權運動時代。隔年（1878年）大久保利通遇刺後維新三傑皆去世宣告維新志士的時代結束。
- 1879年：認為琉球處分代表近代日本正式完成國家版圖統一，這也意味著以犧牲少數民族的方式擴展國家主權的列強政治開始出現，以及幕府舊體制與國際關係最後的交匯點，可呼應因黑船來航而開始的內外體制衝擊。

下述三種主張則不同程度將自由民權運動納入維新運動中，可以說是進一步擴張的論點：
- 1881年：主張明治十四年政變結束以舊領主和御用商人為主的政權結構，政府的統治基礎轉型為近代資產階級。
- 1884年：認為秩父事件代表過往封建農村體系與幕藩制度的對立衝突被資本家與大地主和佃農與無產勞動者之間的對抗所取代。
- 1889年：認為《大日本帝國憲法》制定和〈教育敕語〉頒布構成了明治政府的法律架構與政治意識形態，而帝國議會召開則確立資產代議民主的成型。

## 歷史背景

明治天皇

維新運動可追溯至內部和外部因素。就內部而言，德川幕府晚期面臨前所未有的體制危機，無法解決財政惡化、通貨膨脹、農村土地兼併和城市無業流動人口增加等問題，這導致整體上其威信逐漸下滑。但另一方面，隨著18世紀中葉水戶學等皇國主張的國學派興起，已沒落數百年的京都朝廷聲望逐漸抬升，已不再像過去任意受幕府擺布，同時一些不受幕府節制的西南外藩如長州藩、薩摩藩、土佐藩與肥前藩等改革成功，政治經濟實力大為增強，成為足以與幕府權威抗衡的雄藩。於是在幕末時政治上已從幕府統治的一元政治體系逐漸轉為主權上由朝廷與幕府並立，行政上幕藩二元的體制。
外部局勢上，18世紀後期俄羅斯探險家在遠東探險，多次進出庫頁島與蝦夷地等被幕府認為是實際領土的區域，同時也多次要求登陸補給與開港。日本在明治維新以前一直是典型的東方文化傳統國家，在各個方面受中國的影響很大，唐朝時期日本就曾派出遣唐使到中國學習。中國儒家思想對日本影響最巨大，儒家學說在日本更是長期佔統治地位；然而在幕府後期日本發現西洋文明是更為先进，再加上意識到清廷的执政腐敗與军事、外交上的失败使得日本的「大中華思想」發生了動搖，幾千年來奉中國為鼻祖和楷模的思維需要改變，進而開始了西學運動。（p. 17-18）1840年鴉片戰爭後英國等西方列強打破清朝閉關政策，相繼取得中國的貿易與諸多通商權力，日本受到列強開放的壓力大為增加，使其強硬的鎖國體制開始逐漸鬆動。1853年黑船事件爆發，美国海軍准将马休·佩里率舰队直入江戶灣，強迫幕府與之談判，1854年1月，幕府無視朝廷下達攘夷要求，與美國签订《日美神奈川条约》，同意向美国开放除长崎外的下田和箱馆（函館）两个港口，並给予最惠国待遇，正式宣告鎖國政策結束。此後英法等列強繼之訂立一系列不平等条约，這不但造成尊皇論主導的輿論不滿，與列強的不平等貿易也加速社會經濟的動盪，以及與朝廷關係的惡化。在黑船事件後，尊皇攘夷的對立因此被激化。
在維新早期，日本派出了龐大的歐洲考察團，在長達一年九個月的摸索考察裏，探索出一條以日本自身政治與法律制度特點、本國的儒家與神道思想和西洋的科學技術主義相結合的獨特國家制度和發展道路，其中岩倉使團造訪德國便找到了日本迫切需要的國家發展模式，由國家來主導工業發展，與及俾斯麥的鐵腕政策和強權理論，這些都為日本今後勢力向海外擴張埋下伏線（p. 18,24）
1885年3月16日，福澤諭吉發表《脫亞論》，其中心觀點認為「不應猶豫等待鄰國之開明而共同振興亞洲，不如脫離其行列而與西方文明之國共進退」。其中的口號「脫亞入歐」甫提出，便被日本政府奉為今後日本發展與邁向現代化繁榮國家的金科玉律。（p. 22-23）

### 維新政權成立
在地方上，與列強有過交涉甚至短暫交戰經驗，因而具有维新思想的藩士们（長州、土佐、薩摩等藩），自1866年开始结成军事联盟，并尝试与天皇接触，主張倒幕。1867年，新繼位的明治天皇向倒幕派送去了许可倒幕的密诏。後來，幕府将军德川庆喜为了转移矛頭，在坂本龍馬居間斡旋下，提出「大政奉還」上奏文，表明将政权归还給天皇，但仍拒绝交出兵权与領地，並計畫利用天皇重新掌政，在倒幕派皆對政務運作不熟悉之時，派遣家臣進入政府，藉協助之名掌控政治。倒幕派對於這樣的結果很不甘心，但是由於武力倒幕的正當性銳減，因此只好暫時按兵不動。
後來，政府內倒幕派與德川派的鬥爭漸趨白熱化。1868年1月3日，明治天皇颁布“王政复古大号令”，宣布废除幕府，并命令德川庆喜“辞官纳地”，将一切权力重新归於天皇。当倒幕派得知德川庆喜決定从大坂（今大阪）出兵進攻时，旋即派出以萨摩藩、长州藩成員为主力的军队，在京都附近的鳥羽、伏見兩地展开激烈战斗。经过三天的交戰，以寡擊眾的新政府，在新式軍隊與精良武器的助威下取得重大胜利，並決定乘勝追擊，派遣东征军攻打德川幕府的中心据点—江户。
倒幕派组成了新的政府，揭示基本施政方針的「五条御誓文」則於同年4月6日公布。新政府军、舊幕府军雙方決戰江戶之前，幕府代表勝海舟與新政府代表西鄉隆盛達成協議：以國家為重，一致對外。1868年5月3日，江戶不流血和平開城，幕府至此正式瓦解。不过在日本東北地区，以會津藩为首组成的奥羽越列藩同盟，仍然继续反对新政府。由于新政府軍掌握軍力優勢，叛乱於同年11月即被平定。舊幕府海军将领榎本武揚率八艘军舰和幕府残兵至北海道，並在1869年1月建立“虾夷共和国”。同年6月，在新政府军的进攻下，榎本武揚投降。因戰爭開始的1868年干支為戊辰年，而被称为“戊辰战争”的内战至此结束。

### 五条御誓文
五條御誓文是日本明治天皇於慶應4年陰曆3月14日（1868年4月6日）发表的誓文。明治天皇親率文武百官在京都御所的正殿紫宸殿向天地、人民宣誓，揭示國是方針，堂堂開啟了明治維新的歷史序幕。
誓文由福井藩的由利公正起草宗旨大意，土佐藩的福岡孝悌初修，木戶孝允、岩倉具視、三條實美續修加訂，最後呈付明治天皇裁決定案。木戶孝允並提議由天皇親率百官在神前宣誓。
誓文正本由明治天皇的書道師範有栖宮幟仁親王撰寫，三條實美代表天皇宣讀，之後文武百官一一於奉答書上簽名。誓文及奉答書皆記載於太政官日誌。

## 新政實施要素

### 籌組新政府
維新政府是薩摩、長州、土佐與肥前四藩（一般稱為「薩長土肥」）藩士和尊皇派公家等實力者主導，融入大量前幕府（包含幕府解散後改組成的駿府藩）的中階官僚（通稱為幕臣）所形成的政權。名義上政府是以天皇為首，太政大臣宣政的親政公議政權，但真正的實權則是「薩長土肥」的藩士們掌握，其中薩摩的大久保利通與長州的木戶孝允這兩位薩長領袖的影響力特別大。但各藩士之間的理念不同，政府的體制也未成熟，因此政府內部經常出現政治衝突，連帶影響到政府的組織改革。
第一代明治政府領袖有三類人：
一、尊王反幕的公卿、大名：岩倉具視、三條實美、中山忠能、鍋島直正、伊達宗基、松平春嶽 (鍋島、伊達、松平等三位大名在廢藩置縣後退出)
二、薩摩、長州、土佐的實際執政者：薩摩的大久保利通、西鄉隆盛 (迅速辭職返鄉)、小松帶刀 (英年早逝，以致沒有影響力，小松本是大久保與西鄉的領導，被稱為<虛幻的宰相>)、吉井友實、寺島宗則、松方正義、大山巖；長州的木戶孝允、廣澤真臣 (遭暗殺)、前原一誠 ((叛亂遭處死))、大村益次郎 (遭暗殺)、井上馨、伊藤博文、山縣有朋；土佐的後藤象二郎、福岡孝弟、板垣退助
三、中立各藩的改革名人：肥前的大隈重信、副島種臣、大隈的姪子大木喬任、江藤新平 (叛亂遭處死)、越前的橫井小楠、由利公正 (兩位均遭暗殺)、德川幕府舊臣勝海舟
維新政府組織可以明治六年政變做為分水嶺。在此之前新政府的組織以鎮壓叛亂、穩定稅收和建制為主，加上公議的主張影響，因此主要實權集中在大藏省和兵部省，政府組織變動激烈。但明治六年政變後，以大久保利通和木戶孝允為首的內治派見識到西方工業革命的富強，創立了內務省和工部省，和大藏省構成核心的行政體系，政府組織趨於穩定。政策也轉向投入大量工業與交通建設，以及強化國家動員與監控能力。

#### 改變中央與地方制度
维新政府为提高天皇的威信，改变了宫廷的制度。先是选出皇后，解散宫女。其次为了摆脱旧势力干政的现象，大久保利通提出迁都大阪的构想，但消息传出后遭到京都民众激烈反对，因此仅安排大阪行幸。之后接受大木乔任和江藤新平建议，决定迁都到原幕府所在地江户。于是1869年明治天皇行幸江户，隔年正式迁都，改江户为东京。
1868年4月7日，天皇公布《五榜禁令》，改革身份制度，废除四民制度，将过去的公家、大名等贵族改称为“华族”，武士改为“士族”；为减轻因“版籍奉还”而连带的财政负担，逐步废除封建俸禄；此外，頒佈了武士「廢刀令」，以及建立戶籍制度基礎的「戶籍法」。
帝國政府主要人物包括原宮廷貴族的岩倉具視、三條實美；掌握實權的伊藤博文、山縣有朋；以及土佐藩的板垣退助及肥前藩的大隈重信等。
戊辰戰爭期間，維新政府將占領的幕領和朝敵藩領地劃為最初的直轄地（也稱天領）。直轄地中京都、大坂和江戶設立府，其他則設立縣。此時各藩則持續推動改革，強化財政體制，以應付戰事所造成的負債。對於體制上，各藩分成郡縣和封建兩派，雙方勢均力敵而毫無結論。之後在藩閥指導下，1869年6月「薩長土肥」四藩聯合上書朝廷，要求將領地還給朝廷，隨後其他藩紛紛上書支持，於是推動版籍奉还。維新政府將各藩主任命為藩知事，代為管理，因此其直轄領大體沒變。
「廢藩置縣」政策，将日本划分为1都3府1道72县。

#### 僱用外籍專才
明治政府為進一步吸收西方文化，提升在技術、指導、教育、軍事制度、整備等領域的水平，而聘用了不少被稱為「御雇外國人」的外籍人士，成為日本建設近代國家的一股強大力量。新成立的中央和各縣政府聘用了為數眾多的外籍人士，包括有採礦、航海、鑄幣、醫學、運輸、銀行業、法律、政治學、農業、教育、軍事等方面的專才。

## 改革内容

### 司法
在司法方面，仿傚當時先進國家的制度，分別於1882年訂立法式刑法；1898年訂立法、德混合式民法；1899年訂立美式商法。

### 財政與經濟
日本于1871年废除原有的禁止土地买卖的法律，并于1874年颁布新法律承认土地的私人所有权。由此土地可用于买卖和担保，私有产权受到法律保护，资本主义制度的基础得以巩固。
日本工部省實行官办产业制度，建立富冈制纱厂等工厂，引入新式工业技术。
興築新式鐵路、公路。1872年，第一條铁路—東京（新橋）至橫濱（櫻木町）間鐵路通車；到了1914年，日本全國鐵路總里程已經超过七千公里。
明治4年开始实施新的货币制度，开始使用日元为新货币。并于明治15年（1882年）成立了唯一具有货币发行权的中央银行日本银行，建立起一系列的资本主义银行制度。
1871年，前岛密创立日本的邮政制度。日本开始大力建设电信网，整备船舶运输业。民间企业邮便汽船三菱会社和官办企业共同运输会社合资成立了日本邮船公司。在改革中失去特权的华族，转而投身于各种投资活动。

### 軍事

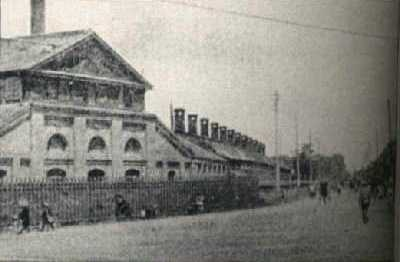
1871年成立的東京砲兵工廠。

日本自明治3年起开始制定征兵细则，并于次年废藩置县，成立兵部省统领全国军力。
明治5年起正式实施徵兵制，设立海军省，陆军省，建立新式海、陸軍。陸軍和海軍分別聘請了德國和英國教官訓練，並灌輸武士道精神和忠君愛國思想。
由此，日本正式建立起近代化的军队。

### 外交
对明治新政府来说，改革最大的目标就是要跻身列强之列，于是重新修订幕府时期签订的各项不平等条约成为当务之急，然而由于改革初期日本的國力仍然不足，在廢除和列强的不平等条约方面，還是拖延了近半个多世纪（条约改正）。
1883年設立鹿鳴館，由外务卿井上馨与妻子主持盛大的鹿鸣馆开业典礼，廣邀先進國家的外交使節與名流，開始所謂的「鹿鳴館外交」。
同时，日本与清朝在1871年签订了中日修好条规。
1873年，在明治政府中兴起了征服李氏朝鲜的论调（征韩论）。1875年，以江华岛事件为契机，日本和朝鲜签订江华岛条约，承认朝鲜为独立自主的国家。
1874年出兵台湾。并与清廷就台湾、琉球的归属问题达成协议。
1879年併吞琉球国，把琉球国降格为琉球藩。
明治8年，日本政府同俄国签订库页岛千岛群岛交换条约，确立了两国在库页岛和千岛群岛的国界线。

### 社會
明治政府废除了江户幕府时期的等级制度，提倡四民（士农工商）平等。
明治4年制定了户籍法，规定旧武士阶级为士族，此外皆为平民。同时还规定公家大名为日本的华族,隶属于宫内省。
明治9年颁布废刀令，剥夺武士阶级的特权。引起一部分武士的不满，并由此引发一连串的叛乱。但这些叛乱都被新政府镇压。其中最为有名的是1877年由维新元勋西乡隆盛发动的叛乱，史称西南战争。西乡隆盛的叛乱被镇压之后，各地的反叛逐渐平息下来。
日本政府為了區分神道教與佛教（在明治時代之前，兩者非常相似及接近），政府下達了「神佛分離令」。並於1873年取消基督教在日本傳教的禁令。明治天皇不再住京都，而改住位於东京的皇居
曆制上則停用陰曆（最後使用的天保曆），改用太陽曆計日（年號除外）。改變夫婦別姓的傳統，規定夫婦同姓，一般為妻從夫姓（入贅丈夫改妻姓）。

### 文化

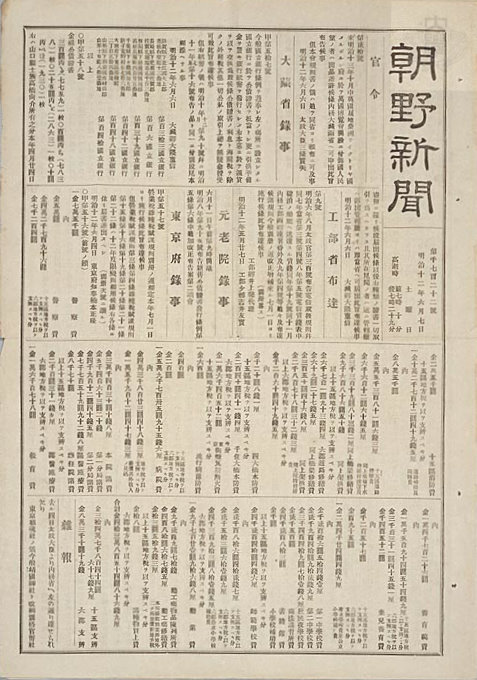
1879年6月7日的朝野新闻

- 社會文化方面，提倡学习當時的先进國家的社会文化及习惯，翻译來自先进國家的著作。
- 明治时期，马车开始在日本社会普及开来。绅士大礼帽，燕尾服，皮靴，遮阳伞等事物也开始流行起来。
- 人们开始消费面包，牛奶，啤酒以及牛肉火锅。瓦斯灯和砖瓦房等西式建筑也开始涌现。
- 日本开始兴起自由民权运动, 各地涌现形形色色的报纸。

### 教育
明治维新之前，日本各藩实施各不相同的教育制度。各藩之间的教育水準，教学内容也有很大差异。
明治维新以后，日本政府开始在全国普及義務教育，將全國劃分為8個大學區，各設1所大學，大學區下設32個中學區，各有1間中學，中學區下設210個小學區，每個小學區設8所小學。總計全國有8所公立大學，256所中學，430080所小學。教育機關頒佈「教育敕語」，灌輸孝道、忠君愛國等思想。
成立岩仓使节团，选派留学生到英、美、法、德等當時第一流的先進國家留學，並成立了西式學校。
同时，女性教育的重要性也开始得到认识。到海外参观访问过的涩泽荣一，伊藤博文等人，深感女性教育的必要性，成立了女子教育奖励会。在岩仓使节团中，还有一部分学生为女生。

## 成果和影響

### 工業成果
| 年份      | 生產/出口總值（年平均噸） |
| --------- | ------------------------- |
| 1868-1872 | 1026/646                  |
| 1883      | 1687/1347                 |
| 1889-1893 | 4098/2444                 |
| 1899-1903 | 7103/4098                 |
| 1909-1914 | 12460/9462                |

当时的工业是以煤矿为主燃料所以煤产量可以看出工业化程度。
| 年份 | 煤礦開採量 (噸) |
| ---- | --------------- |
| 1875 | 600,000         |
| 1885 | 1,200,000       |
| 1895 | 5,000,000       |
| 1905 | 13,000,000      |
| 1913 | 21,300,000      |

蒸氣船和鐵路是工業時代最重要發明並有加速後續成長性。成長率象徵未來加速潛力。
| 年份 | 蒸氣船數 |
| ---- | -------- |
| 1873 | 26       |
| 1894 | 169      |
| 1904 | 797      |
| 1913 | 1514     |

| 年份 | 鐵路鋪設 (英哩) |
| ---- | --------------- |
| 1872 | 18              |
| 1883 | 240             |
| 1887 | 640             |
| 1894 | 2100            |
| 1904 | 4700            |
| 1914 | 7100            |

### 社會
隨著留學歸國的知識份子（伊藤博文、大隈重信、新渡戶稻造等），將其掌握的先进国家的典章制度帶入日本，促使了日本「文明開化」的風潮形成，對於以往保守的日本社會造成了很大的影響。
雖然明治政府銳意改革，但整體而言較為偏重促使國家強盛的結果，也遗留了许多问题：如出身藩地的有權有勢者長期掌控國政，形成勢力龐大的「藩閥政治」體系、土地兼併依然严重、新興財閥壟斷市場經濟等现象。這些負面問題与日后发生並累積的一些难以解决的社会问题相互影响。迫德川幕府家族与亲族搬迁至北海道开垦。

### 思想學術
維新後日本政府積極推行「歐化主義」政策，學習西方、推動社會近代化，成為日本思想和學術界的主流；而對於中華文化的態度就由仰慕轉向鄙夷：由於經歷甲午战争、日俄战争的系列勝果，令日本一躍變成當時亞洲最强大的新興帝國，證明到輸入西洋文明的正面作用，脱亚入欧就變作日本思想學術等的關注方向。而另一方面，在日本具備了「東洋盟主」和「東洋指导者」的角色後，「重新認識中國」也成為一股潮流，研究「中國問題」在思想學術界就蔚然成風。

### 叛亂
明治初期舊武士階級（士族）對明治政府的一連串反對活動，由受到維新影響的「不平士族」所發動，即佐賀之亂、神風連之亂、秋月之亂、萩之亂，以及最後的動亂─西南戰爭，統稱「士族反亂」。

## 评价

### 正面評價
日本汉诗诗人大沼枕山《春恨》：“化政极盛日，才俊各驰声。果然文章贵，奎光太照明。上下财足用，交际心存诚。宇内如圆月，十分善持盈。耳只听歌声，目不见甲兵。余泽及花木，各墅争春荣。人非城郭是，我亦老丁令。”
清朝诗人黄遵宪：“日本明治维新以来，尤注意于求富，繁殖物产、保护本国物产为先务，观其学校，分门别类，亦骎骎乎有富强之势。”，《日本杂事诗》：“玉墙旧国纪维新，万法随风倏转轮。杼轴虽空衣服粲，东人赢得似西人。”

### 負面評價
集中在幾個面向上：
- 藩閥把持政治與自我利益上的獨斷。
- 對農民與社會基層的殘酷鎮壓。
- 對少數民族的侵害。

愛知縣立大學教授與那霸潤認為，現代日本的原型在相當程度上從日本戰國時代就形成了，江戶時代是把那些特徵全部繼承、深化、定型的時代，明治維新沒有改變這些特徵。而自由民主黨與民主黨「都是戰國大名的後裔」，戰國大名的使命不是統一天下，而是保衛領地、保護把自身安危「委託給上面」的民眾；戰國大名的城堡是「公共建築」，一旦大名之間發生戰爭，城堡是大名子民的避難所。至今，日本政治人物為自己的選區建設公共設施是理所當然的事，屬於社會共識。福島核災後，災民乖乖到「現代城堡」（小學、體育館之類）等待救援，井然有序，這其實是大名傳統的遺傳。

### 引用
1. ↑  第三版,日本大百科全書(ニッポニカ),世界大百科事典内言及, ブリタニカ国際大百科事典 小項目事典,朝日新聞掲載「キーワード」,デジタル大辞泉,百科事典マイペディア,防府市歴史用語集,世界大百科事典 第２版,大辞林. . コトバンク.   [2017-07-24]. （原始内容存档于2017-09-08） （日语）.
2. 1 2 3  元坤. 王佳 , 编. . 中国北京: 中國廣播電視出版社. 2010年12月. ISBN 978-7-5043-6298-8.
3. ↑  William G. Beasley <明治維新> P434起
4. ↑  日本历史巡礼之明治维新 （页面存档备份，存于） 沪江日语
5. ↑  明治维新：改革的决心与路径(3) （页面存档备份，存于） 2013-11-20  南方人物周刊
6. ↑  . www.seinensya.org.   [2017-07-24]. （原始内容存档于2016-08-25）.
7. ↑  . www.mext.go.jp.   [2017-07-24]. （原始内容存档于2017-07-03） （日语）.
8. ↑  . 搜狐. 2019-01-22  [2021-11-01]. （原始内容存档于2021-11-15）.
9. 1 2  . 腾讯网.   [2012年9月17日]. （原始内容存档于2017年9月22日） （中文（中国大陆））.
10. ↑  輿那霸潤, 中國化的日本--日中“文明沖突”千年史. 廣西師範大學出版社. 2013. ISBN 978-7-5495-3351-0. OCLC 858599133. 缺少或|title=为空 (帮助)